# Sorakiss
Barbara Martha Psorakis (sinh ngày 11 tháng 4 năm 1994), được biết đến với nghệ danh Sorakiss, là một ca sĩ và diễn viên người Ghana. Năm 2017, cô được đề cử cho Đạo luật mới xuất sắc nhất tại Giải trí Giải trí Ghana (Hoa Kỳ) đã giành được bởi Medikal.

## Giáo dục và tuổi thơ
Sorakiss được sinh ra ở Tema cho ông George Psorakis và bà Elizabeth Frimpong. Cô bắt đầu học tại trường trung học Ola nhưng hoàn thành tại trường quốc tế Datus để học trung học. Cô tiếp tục theo đuổi Kịch bản và đạo diễn tại NAFTI.

## Sự nghiệp
Cô bắt đầu hát và viết những bài hát đầu tiên của mình ở trường cấp hai có tựa đề No Pain No gain giúp cô có cơ hội biểu diễn tại nhà hát quốc gia Ghana. Cô đã có hai đĩa đơn và hai bộ phim ở Hell Hell Bound.
Cô đã phát hành bài hát tiếp theo "My Honey" kết hợp với Akwaboah Jnr, cho cô cơ hội biểu diễn ở nhiều sân khấu bao gồm Giải thưởng Video âm nhạc TV 4syte và Giải thưởng DJ DJ Ghana  Cô tham gia 4stye TV với tư cách là người dẫn chương trình truyền hình vào năm 2014.